# Lucía Ruiz Pérez
Lucía Ruiz Pérez (* 18. Juni 2004 in Colindres) ist eine spanische Radrennfahrerin, die auf der Straße aktiv ist.

## Sportlicher Werdegang
Als Juniorin war Ruiz Pérez Mitglied der Nationalmannschaft, mit der sie an internationalen Meisterschaften und dem UCI Women Junior Nations’ Cup teilnahm und durch erste Erfolge auf sich aufmerksam machte. Mit dem Wechsel in die U23 wurde sie 2023 zunächst Mitglied im spanischen Eneicat-CMTeam-Seguros Deportivos. Auf nationaler Ebene gewann sie 2023 den spanischen Pokal in der Elite und der U23 unter anderem auch mit zwei Tagessiegen. International verpasste sie auf der zweiten Etappe der Tour Cycliste Féminin International de l’Ardèche als Zweite knapp ihren ersten Sieg.
Zur Saison 2024 wechselte Ruiz Pérez gemeinsam mit ihrer Schwester zum Movistar Team Women. In ihrer ersten Saison schaffte sie bisher kein Ergebnis unter den Top 10.

## Familie
Ihre Zwillingsschwester Laura Ruiz Pérez ist ebenfalls Radrennfahrerin und fährt mit ihr im selben Team.

## Erfolge
2021
- eine Etappe Bizkaikoloreak

2022
- eine Etappe Bizkaikoloreak
- eine Etappe Tour du Gévaudan Occitanie femmes